# Andreas Magni Betulander
Andreas Magni Betulander, död 14 maj 1682 i Krokeks församling, Östergötlands län, var en svensk präst.

## Biografi
Betulander var son till en bonde på Kullersbro i Björkebergs församling. Han blev 1630 komminister i Östra Husby församling och 5 december 1639 kyrkoherde i Krokeks församling. Betulander avled 1682 i Krokeks församling.